# Merci Gudule
 (janvier 2022).
Si vous disposez d'ouvrages ou d'articles de référence ou si vous connaissez des sites web de qualité traitant du thème abordé ici, merci de compléter l'article en donnant les références utiles à sa vérifiabilité et en les liant à la section « Notes et références ».
Merci Gudule est une série télévisée d'animation en 3D française en 52 épisodes de 5 minutes, créée par Philippe Vidal avec la participation du studio d'animation Def2shoot d'après les livres de Fanny Joly, produite par Ellipsanime et diffusée du 4 février 2012 au 9 février 2012 sur France 5 dans Zouzous, puis rediffusée sur Tiji.

## Histoire de la série
En 2007, Philippe Vidal, le producteur de la série, créa Merci Gudule, des capsules pour enfants mettant en vedette Gudule et son entourage. Gudule donne des conseils valables pour exemple : Marie-Aglaë, Carla, Paulo, Gaston etc. En 2005, la série arrêta la production. Mais en 2006, deux ans après la création de la série, Philippe Vidal le créateur s'attela à la production de nouveaux épisodes. En 2006, le dernier épisode de la série est diffusé. Cette date marque le deuxième anniversaire de la série ainsi que sa fin. Le producteur annonça qu'aucun autre épisode ne serait produit.

## Synopsis
Cette série destinée en principe aux jeunes enfants met en scène les aventures de Gudule (8 ans), une petite fille rousse, malicieuse, un tantinet garçon manqué (elle ne met presque jamais de robe et joue plus souvent au ballon qu'à la poupée) et pleine d'imagination. Toujours accompagnée (mais souvent malgré elle) de Gaston, son petit frère de 3 ans, « un bébé » alors qu'elle, « elle est grande », à qui elle veut faire découvrir le monde. Gudule passe le plus clair de son temps à se retrouver dans des situations impossibles desquelles elle essaie de se sortir en racontant des mensonges. Mais la vérité finit toujours par éclater.
Habituellement, Gudule peut compter sur ses copains Bertrand (dont le grand frère Thomas est parfois bien utile) et Cheb (le fils de l'épicier arabe du quartier) pour lutter contre la peste Marie-Aglaé (nettement plus féminine et souvent plus intelligente que Gudule), toujours suivie de sa meilleure amie Carla, tandis que tous essaient de se tenir à l'écart de Paulo le costaud, la terreur de leur école primaire.
Les adultes qui interviennent habituellement sont la mère de Gudule, son père (Jean-Pierre), tante Alice, Florence la baby-sitter, M. Mansour (le père de Cheb), Ouma (sa grand-mère), Mme Martin l'institutrice de l'école et, de temps en temps, le directeur, M. Grant, ainsi que Mme Delamarre (mère de Marie-Aglaé).

## Distribution
- Caroline Combes : Gudule
- Dimitri Rougeul : Bertrand
- Hervé Grull : Cheb
- Brigitte Lecordier : Gaston